# Едуар Бар
Едуар Бар (фр. Édouard Bard; нар. 1 вересня 1962 р.) — французький кліматолог, професор клімату та еволюції океану в Коледжі Франції та член Французької академії наук.

## Біографія
Після вивчення геологічної інженерії (ENSG) в Нансі Едуард Бар розпочав дослідження в комісаріаті атомної енергетики Франції (CEA) в Жиф-сюр-Іветт (докторська дисертація в 1987 р.) і продовжив в Обсерваторії Землі Ламонта-Доерті Колумбійського університету у Нью-Йорку як докторант у 1988 р. та як доцент у 1989 р. Повернувшись до Франції, він спочатку приєднався до СЕА як дослідник, а потім почав викладати як професор в Університеті Екс-Марселя в 1991 році та в Коледжі Франції в 2001 році.  В даний час він є заступником директора Європейського центру з досліджень та освіти в галузі екологічних геологічних наук (CEREGE)  в Arbois Technopole в Екс-ан-Провансі та координує проект EQUIPEX ASTER-CEREGE  .
Едуард Бар є автором понад 200 статей у рецензованій науковій літературі, а також близько тридцяти популярних статей (деякі доступні для завантаження ) та книг, призначених для широкої громадськості, зокрема L'Homme et le climat, Découvertes Gallimard, 2005  та автор твору L'Homme face au climat, Odile Jacob, 2006  та L'Océan, le climat et nous: un équilibre fragile?, Le Pommier & Universcience, 2011. 
У 2011 та 2012 рр. був науковим куратором виставки «L'océan, le climat et nous» у Cité des science et de l'industrie de la Villette у Парижі. 
З 2004 р. Едуар Бар організовував численні симпозіуми та симпозіуми у Коледжі Франції з питань клімату та змін океану, деякі з яких широко відкриті для широкої громадськості та політиків, наприклад, «L'Homme face au climat» у 2004 р.  «Закриття четвертого міжнародного полярного року» у 2009 році у партнерстві з Сенатом,  «Арктика: основні наукові виклики» у 2012 р. у партнерстві з Арктичним семінаром,  «Клімат, енергетика та суспільство: Коллеж Франції та COP21» у 2015 р. за участю президента республіки Франсуа Олланда. 
У 2007 році він був віце-президентом групи 1 «Grenelle de l'Environnement» з питань боротьби зі зміною клімату та управління  брав участь у французьких урядових делегаціях в Ілуліссаті в Гренландії та на Балі в Індонезії для ООН Конференція щодо зміни клімату (COP13). У 2009 році він був членом Commission du Grand Emprunt national (Programme des investissements d'avenir) під головуванням Ален Жюппе і Мішель Рокара, колишні прем'єр - міністри.  З 2010 по 2013 рік він був членом Наукової ради OPECST.

## Наукові внески
Наукова робота Едуарда Бара знаходиться на стику кліматології, океанографії та геології. Його головна мета - зрозуміти природне функціонування системи океан-атмосфера-кріосфера-біосфера в часових масштабах, що варіюються від кількох століть до декількох мільйонів років. Краще документування цих змін, їх точне датування, розуміння їх механізмів та їх моделювання є важливими завданнями проектів прогнозування майбутніх змін клімату.
Для своїх досліджень Едуард Бар використовує методи аналітичної хімії для визначення величини та хронології змін клімату. Нові кількісні методи дозволили йому відновити минуле середовище з різних архівів, таких як морські та озерні відкладення, корали, сталагміти та полярний лід. Вивчає ті самі кліматичні явища, такі як зледеніння, використовуючи додаткові та часто інноваційні геохімічні методи. Для вивчення клімату минулого він використовує «машини часу» - складні мас-спектрометри для вимірювання радіоактивних ізотопів та датування кліматичних змін, записаних в геологічних архівах. Ще однією особливістю його досліджень є взаємна передача між дослідженнями минулого та недавнього періодів, а також сучасним середовищем. Оскільки варіації в кліматичній системі включають механізми з дуже різними константами часу, дійсно важливо мати довгострокову перспективу, щоб мати можливість розрізнити наслідки кліматичних впливів відповідно до їх геологічного, астрономічного та антропогенного походження.
Основні наукові праці Едуарда Бара стосуються таких тем: дифузія міченого радіовуглецем діоксиду вуглецю в океані (перші вимірювання в прискорювальній мас-спектрометрії,   варіації температури поверхневого океану з використанням органічних, ізотопних та елементарних геохімічних показників,        датування викопних коралів методом мас-спектрометрії урану та торію для реконструкції змін рівня моря та вивчення історії крижаних шапок,          інноваційне використання радіовуглецю як індикатора обміну СО 2 на межі розділу океан-атмосфера,   калібрування методу радіовуглецевого датування та використання інших космогенних нуклідів, таких як берилій 10 для реконструкції сонячної активності в минулому, а також варіацій геомагнітного поля та глобального вуглецевого кругообігу.       
Більш детальний опис досліджень Едуарда Бара доступний на вебсайті GEOMAR Kiel (Центр досліджень океану імені Гельмгольца), опублікованому в рамках нагородження Фонду Петерсена за найкращі результати у 2013 році. 

## Головні нагороди та відзнаки
- 1991 — Бронзова медаль Національного центру наукових досліджень, за його дослідження
- 1993 — Видатний приз молодого вченого від Європейського Союзу геонаук
- 1994 — молодший член Інституту університету Франції (IUF)
- 1997 — Медаль Донат Геологічного товариства Америки (GSA) та член GSA
- 1997 — Премія імені Пола Гаста «Геохімічне товариство читання»
- 1997 — медаль Мачелвена Американського геофізичного союзу (AGU) та член AGU
- 2005 — нагорода А. Г. Хантсмена за досконалість у галузі морських наук (Канада)
- 2005 — Премія Жоржа Леметра за геофізику та астрономію (Бельгія)
- 2006 — Лекція премії Свердрупа, розділ «Науки про океан» АГУ
- 2006 — Гран-прі Жерара Межі Французької академії наук та CNRS
- 2007 — Шевальє в Національному ордері Легіона д'Оннер
- 2009 — обраний членом Academia Europaea
- 2010 — обраний членом Французької академії наук (Інститут Франції)[48]
- 2011 — обраний іноземним членом Королівської бельгійської академії, Науковий відділ
- 2012 — Редінг Австралійського національного університету імені Йегер-Хейлза (Канберра)
- 2013 — медаль Вегенера Європейського союзу геонаук (EGU) та почесний член EGU
- 2013 — Нагорода за досконалість від Фонду Петерсена, Центр досліджень океану Гельмгольца, GEOMAR Kiel
- 2014 — обраний іноземним членом Національної академії наук США
- 2014 — Велика медаль Принц Альберт 1-го Океанографічного інституту Монако. Відео
- 2016 (а також 2014 та 2001) — високопоставлений дослідник Thomson Reuters